# Austromacquartia claripennis
Austromacquartia claripennis är en tvåvingeart som först beskrevs av Malloch 1932.  Austromacquartia claripennis ingår i släktet Austromacquartia och familjen parasitflugor. Inga underarter finns listade i Catalogue of Life.